# Pokrzywa

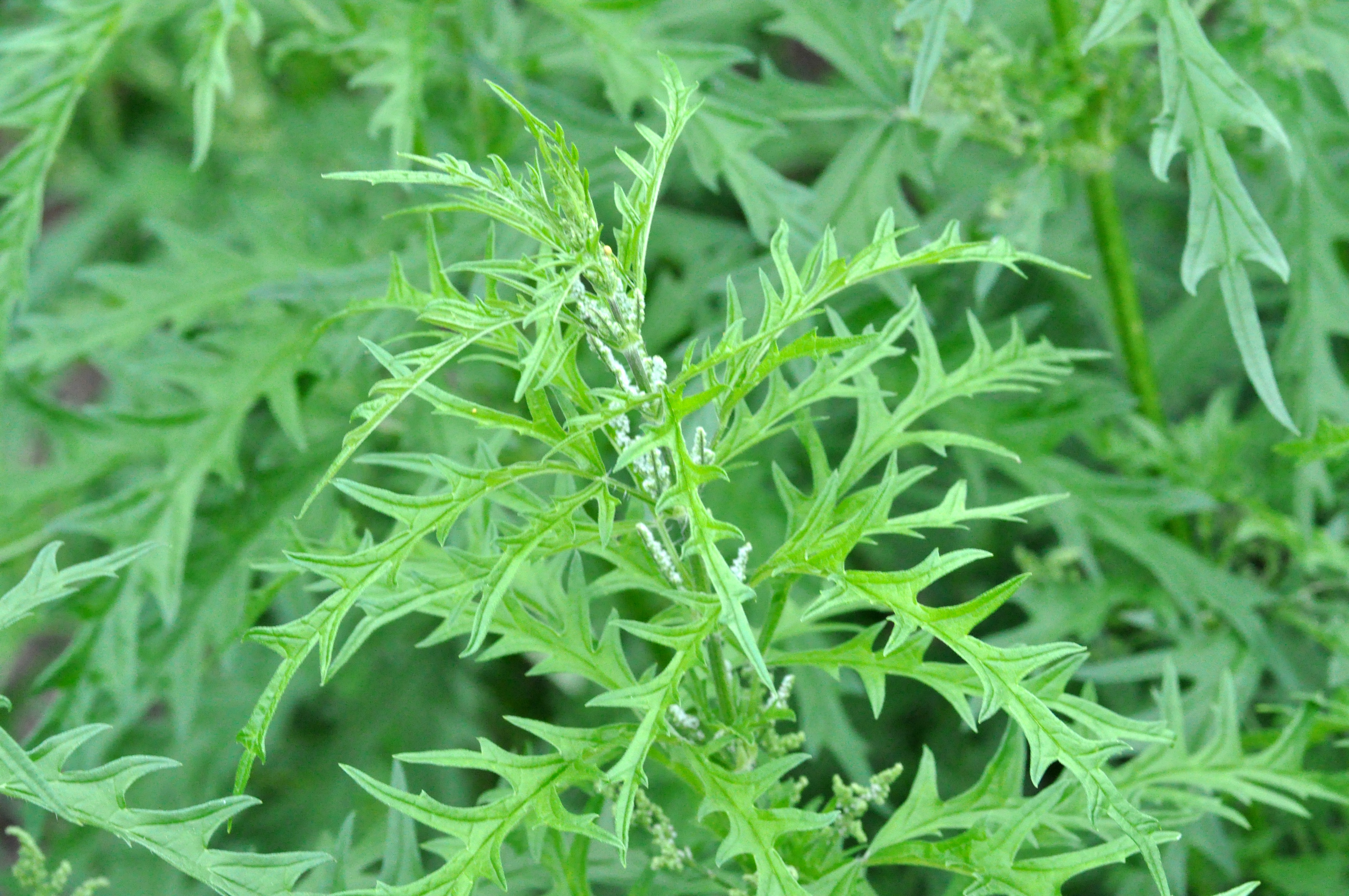
Pokrzywa konopiolistna

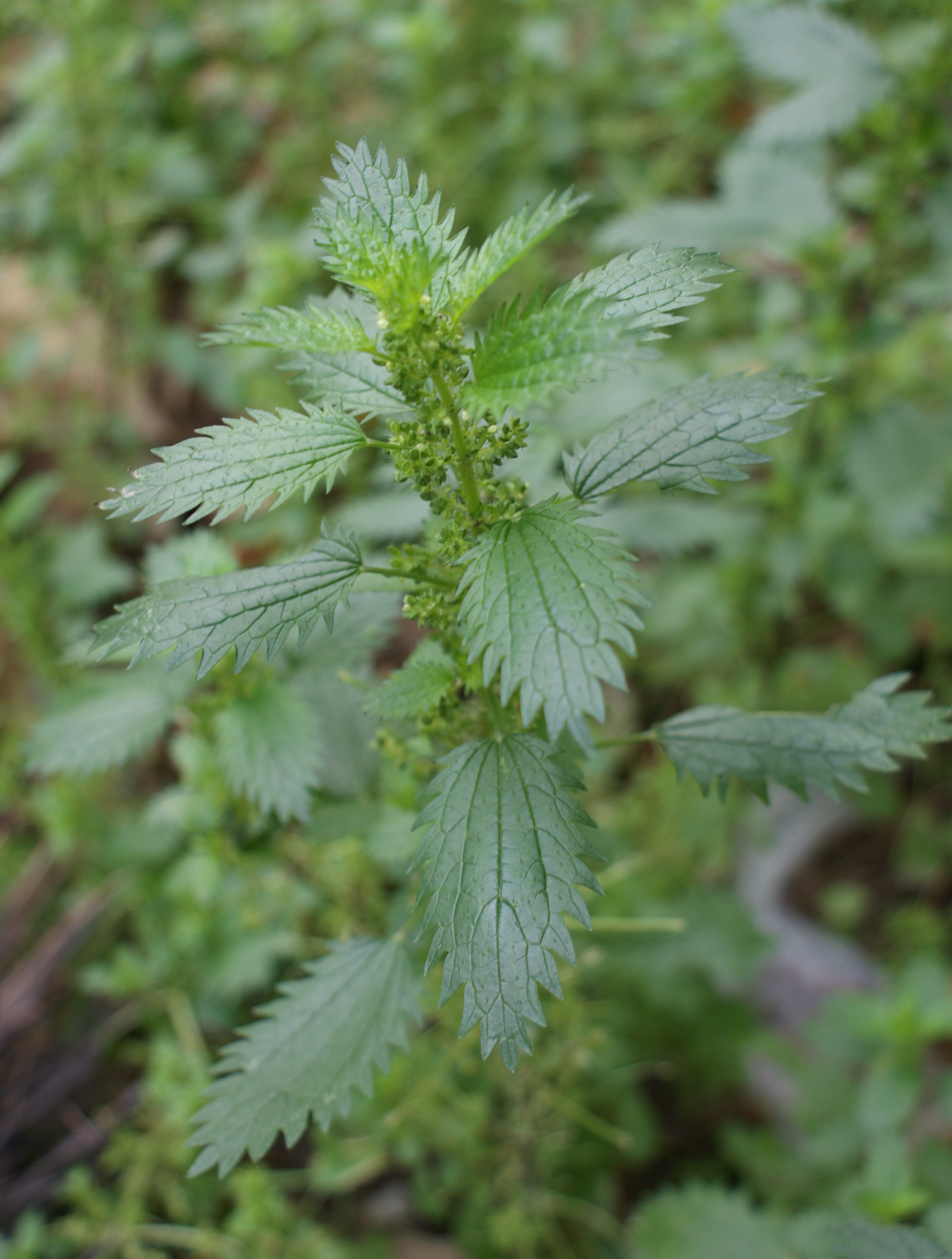
Pokrzywa żegawka

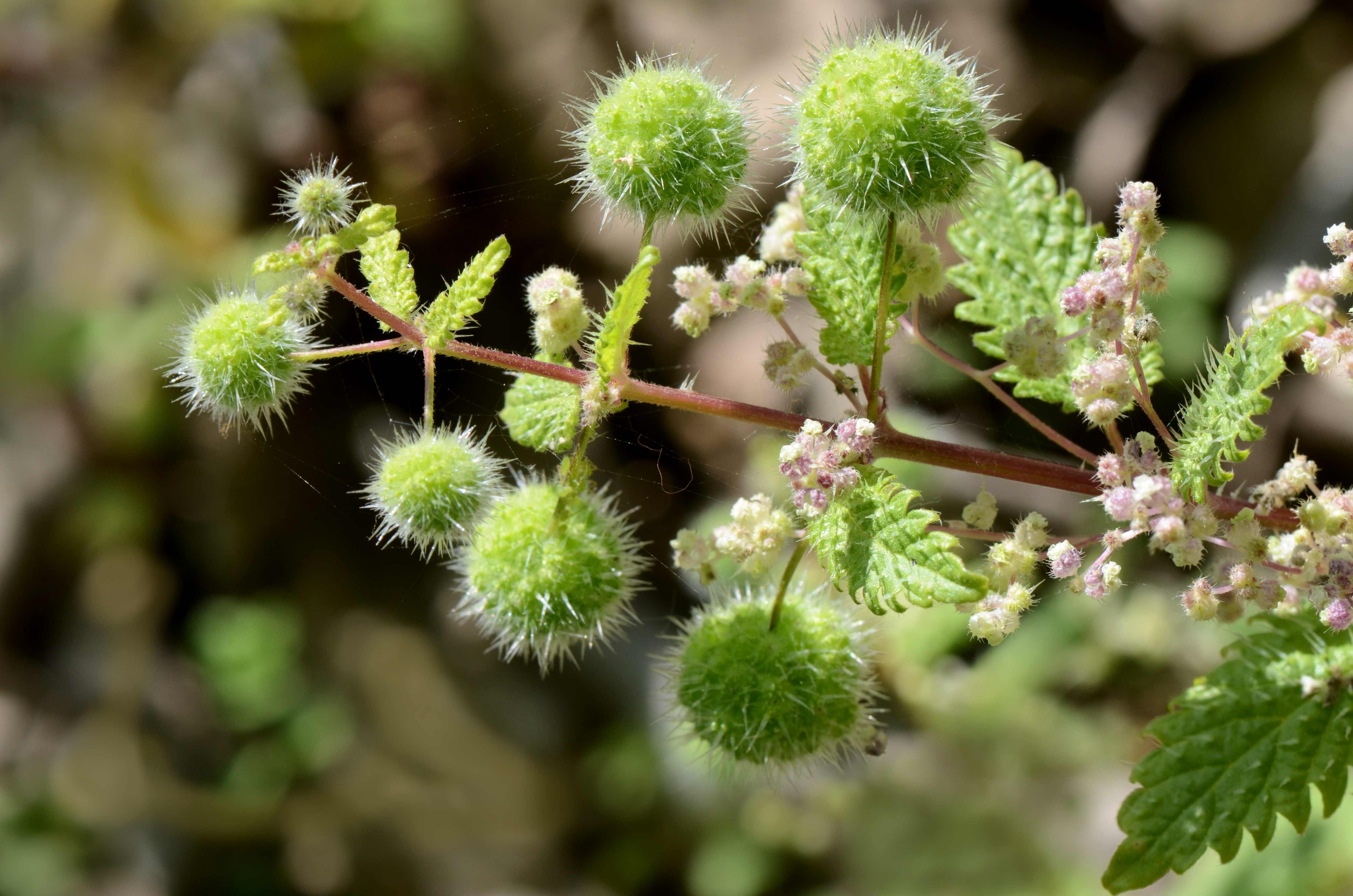
Pokrzywa kuleczkowata

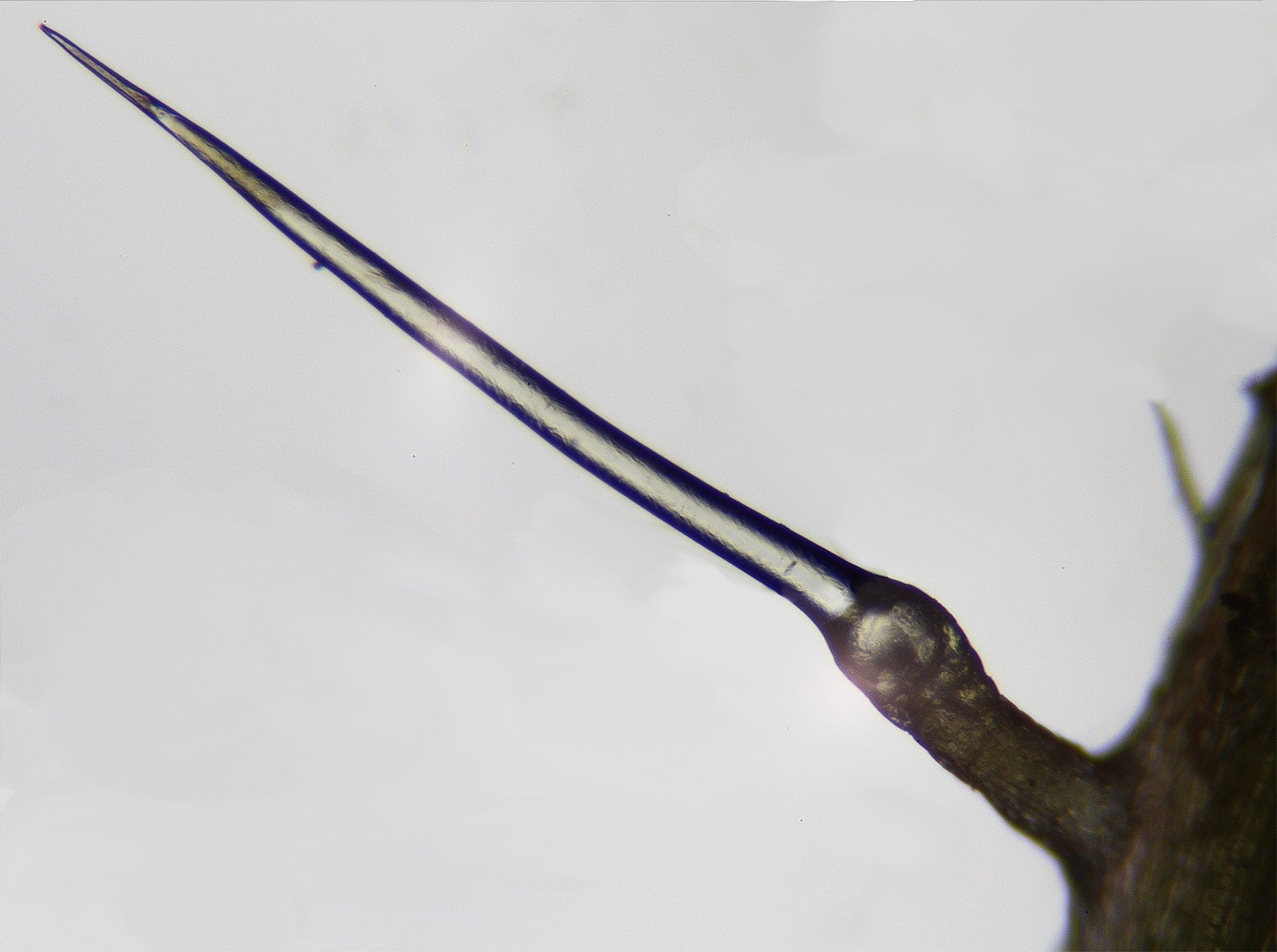
Włosek parzący pokrzywy

Pokrzywa (Urtica L.) – rodzaj jednorocznych roślin zielnych lub bylin z rodziny pokrzywowatych (Urticaceae Juss.). Należy do niej co najmniej 68 gatunków rozpowszechnionych na całej kuli ziemskiej z wyjątkiem Antarktydy. Rośliny niektórych gatunków dostarczają włókna i są jadalne.

## Rozmieszczenie geograficzne
Przedstawiciele rodzaju są szeroko rozprzestrzenieni, przy czym największe ich zróżnicowanie występuje w obszarach o klimacie umiarkowanym na obu półkulach. W strefie tropikalnej rośliny te występują głównie na obszarach górskich.
Gatunki flory Polski
- pokrzywa konopiolistna Urtica cannabina L. – efemerofit
- pokrzywa kuleczkowata Urtica pilulifera L.  – efemerofit
- pokrzywa zwyczajna Urtica dioica L. – gatunek rodzimy
- pokrzywa żegawka Urtica urens L. – zadomowiony antropofit

## Morfologia

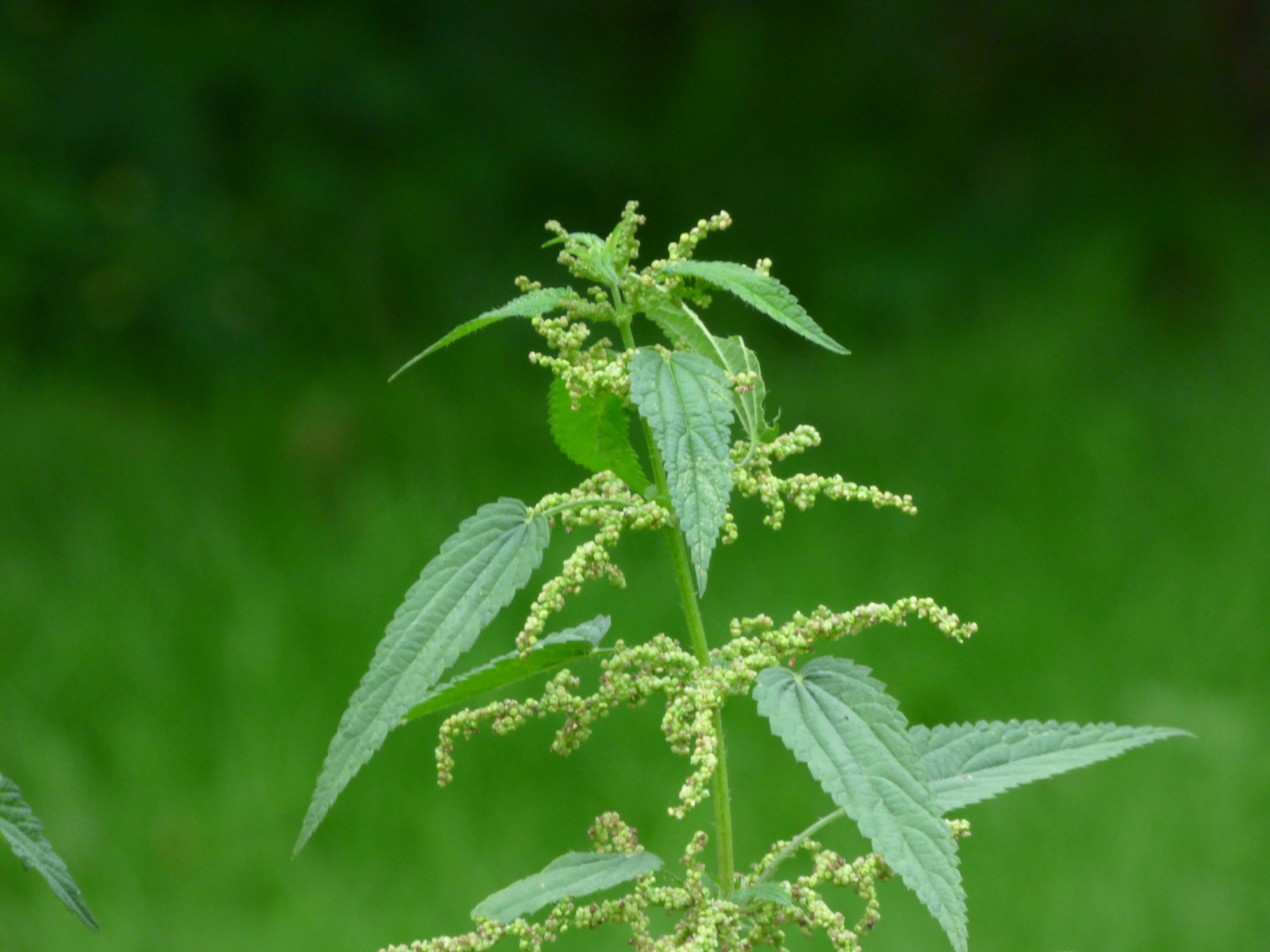
Pokrzywa zwyczajna

ŁodygaZwykle czterokanciasta.
LiścieUłożone naprzeciwlegle, ząbkowane lub klapowane, ogonkowe. U nasady z przylistkami wolnymi lub zrośniętymi. Blaszka liściowa z 3–5 (rzadziej 7) głównymi wiązkami przewodzącymi. Blaszka często punktowana z powodu obecności cystolitów.
KwiatyMałe, zebrane w różnokształtne kwiatostany: kłosy, grona, wiechy lub główki wyrastające z kątów liści. Kwiaty zwykle rozdzielnopłciowe, rośliny najczęściej dwupienne, czasem jednopienne. Okwiat pojedynczy, zielonkawy, czterokrotny, często nierówny. Kwiaty męskie zawierają 4 pręciki w jednym okółku, ustawione nadlegle do listków okwiatu. Słupek wykształcony jest w postaci szczątkowej jako kubeczkowaty twór. Kwiat żeński z pojedynczym słupkiem powstającym z dwóch owocolistków, zwieńczonym pędzelkowatym znamieniem. Okwiat w żeńskich kwiatach z dwoma listkami wewnętrznymi większymi i dwoma zewnętrznymi mniejszymi.
OwoceJajowate orzeszki. Ukryte są w powiększających się podczas owocowania listkach okwiatu.
Cechą charakterystyczną rodzaju jest występowanie na całych roślinach lub na niektórych organach włosków parzących. Są one rozszerzone u podstawy, ku szczytowi się zwężają i zakończone są małą, łatwo odłamującą się główką, zawierającą parzącą ciecz. 

## Systematyka
Synonimy
Selepsion Rafinesque
Pozycja systematyczna

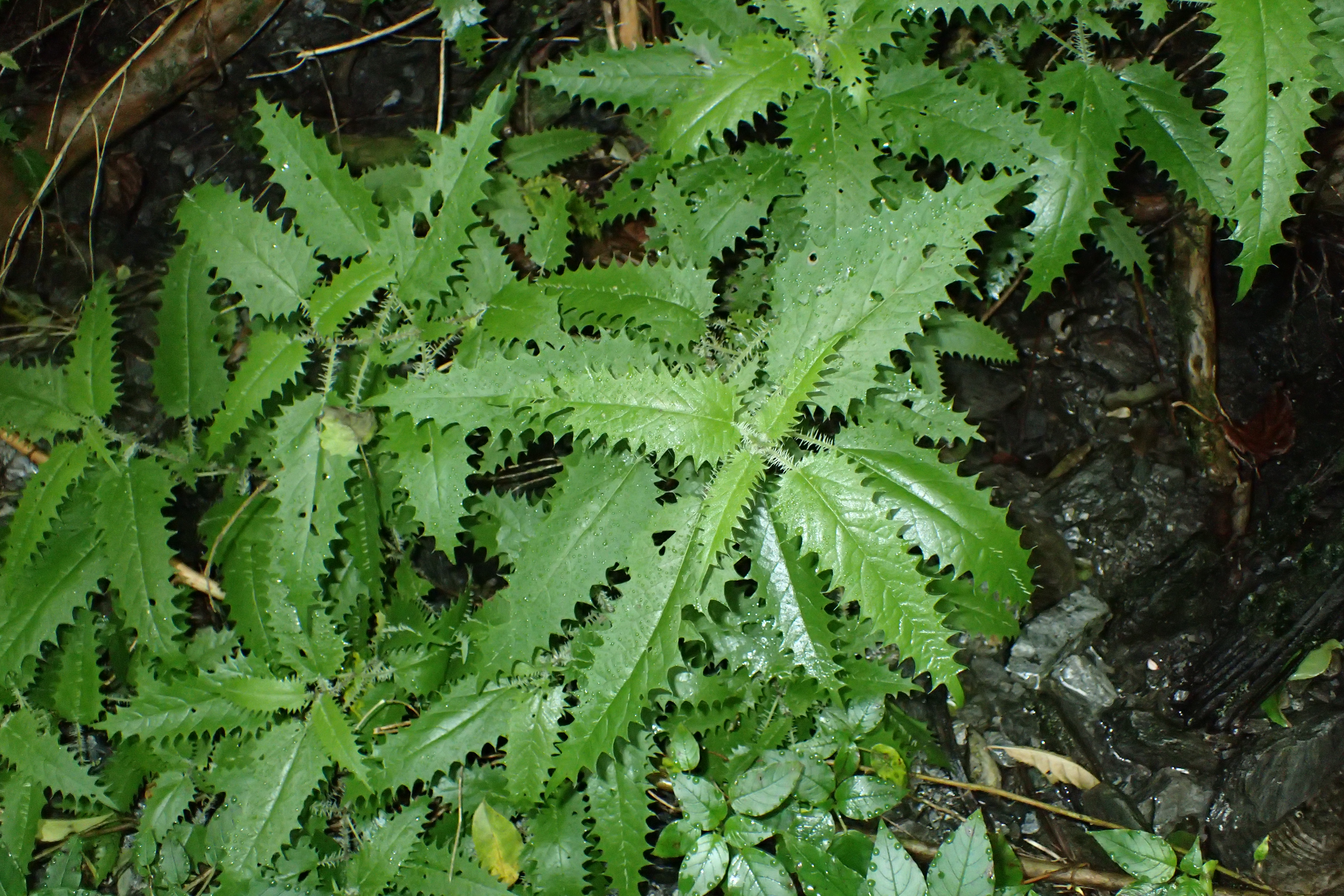
Urtica ferox

Rodzaj należy do rodziny pokrzywowatych (Urticaceae Juss.) z rzędu różowców Rosales.
Wykaz gatunków
- Urtica ardens Link
- Urtica aspera Petrie
- Urtica atrichocaulis (Hand.-Mazz.) C.J.Chen
- Urtica atrovirens Req. ex Loisel.
- Urtica australis Hook.f.
- Urtica ballotifolia Wedd.
- Urtica berteroana Phil.
- Urtica bianorii (Knoche) Paiva
- Urtica bullata Blume
- Urtica cannabina L. – pokrzywa konopiolistna
- Urtica chamaedryoides Pursh
- Urtica chengkouensis W.T.Wang
- Urtica circularis (Hicken) Sorarú
- Urtica cypria (H.Lindb.) Hand
- Urtica dioica L. – pokrzywa zwyczajna
- Urtica domingensis Urb.
- Urtica echinata Benth.
- Urtica ferox G.Forst.
- Urtica fissa E.Pritz.
- Urtica flabellata Kunth
- Urtica fragilis J.Thiébaut
- Urtica glomeruliflora Steud.
- Urtica gracilenta Greene
- Urtica gracilis Aiton
- Urtica himalayensis Kunth & C.D.Bouché
- Urtica hyperborea Jacquem. ex Wedd.
- Urtica incisa Poir.
- Urtica kioviensis Rogow.
- Urtica lalibertadensis Weigend
- Urtica laurifolia Poir.
- Urtica leptophylla Kunth
- Urtica lilloi (Hauman) Geltman
- Urtica lobata E.Mey. ex Blume
- Urtica macbridei Killip
- Urtica magellanica Juss. ex Poir.
- Urtica mairei H.Lév.
- Urtica malipoensis W.T.Wang
- Urtica masafuerae Phil.
- Urtica massaica Mildbr.
- Urtica membranacea Poir. ex Savigny
- Urtica membranifolia C.J.Chen
- Urtica mexicana Liebm.
- Urtica morifolia Poir.
- Urtica neubaueri Chrtek
- Urtica × oblongata W.D.J.Koch ex Maly
- Urtica papuana Zandee
- Urtica perconfusa Grosse-Veldm. & Weigend
- Urtica peruviana Geltman
- Urtica pilulifera L. – pokrzywa kuleczkowata
- Urtica platyphylla Wedd.
- Urtica portosanctana Press
- Urtica praetermissa V.W.Steinm.
- Urtica pseudomagellanica Geltman
- Urtica rubricaulis Span.
- Urtica rupestris Guss.
- Urtica sansibarica Engl.
- Urtica simensis Hochst. ex A.Rich.
- Urtica spatulata Sm.
- Urtica spirealis Blume
- Urtica stachyoides Webb & Berthel.
- Urtica subincisa Benth.
- Urtica sykesii Grosse-Veldm. & Weigend
- Urtica taiwaniana S.S.Ying
- Urtica thunbergiana Siebold & Zucc.
- Urtica triangularis Hand.-Mazz.
- Urtica trichantha (Wedd.) Acevedo & L.E.Navas
- Urtica urens L. – pokrzywa żegawka
- Urtica urentivelutina Weigend
- Urtica wallichiana Steud.